# Att inte vara Pär Gezzle
Att inte vara Pär Gezzle är en EP av den svenske trubaduren Lars Demian, utgiven den 9 september 2009 på eget bolag. Skivan innehåller sex covers, bland annat de av Per Gessle skrivna "Här kommer alla känslorna (på en och samma gång)" och "Listen to Your Heart". Sambandet mellan Demian och Gessle är att de båda kommer från Halmstad och dessutom är i ungefär samma ålder.

## Låtlista
1. "Nu kommer alla känslorna (på en och samma gång)" (Per Gessle) –  3:14
2. "Se nu tittar lilla solen in igen" (Åke Wassing) – 3:20
3. "Vals på Mysingen" (Evert Taube) – 3:34
4. "Låt hjärtat va mé (Heart)" (Bo-Göran Edling/Richard Adler) – 3:34
5. "När blodrosen slår ut (Le temps des roses rouges)" (Lars Forssell/Léo Ferré) – 3:44
6. "Listen to Your Heart" (Per Gessle/Mats Persson) – 3:26

## Medverkande
- Rolf Alm – dragspel
- Jeanette Andersson – fotografi, omslag
- Lars Demian – framförare, arrangemang, inspelning, producent
- Petter Eriksson – bas (endast "Vals på Mysingen")
- Johan Håkansson – trummor (endast "Vals på Mysingen")
- Simon Nordberg – mixning
- Sören von Malmborg – mastering
- Benjamin Quigley – bas
- Bebe Risenfors – trummor
- David Tallroth – arrangemang, inspelning, producent

Källa